# 日本全国ご当地パン祭り
日本全国ご当地パン祭り（にほんぜんこくごとうちパンまつり）は、全日本パン協同組合連合会が主催する全国のパン組合から推薦されたご当地パンの人気を競う競技会である。

## 概要
「全日本パンフェスティバル」のイベントの一つで、来場者による投票で人気度を競う。
第5回からは優勝・準優勝・3位をそれぞれ「ゴールドブレッド賞」「シルバーブレッド賞」「ブロンズブレッド賞」と呼ぶようになった。

## 歴代大会
| 回数                                                 | 開催日程       | 開催地                                   | 優勝 （地名・製造元）                                          | 準優勝                                           | 第3位                                              | 第4位                                                          | 第5位                                                    |
| ---------------------------------------------------- | -------------- | ---------------------------------------- | -------------------------------------------------------------- | ------------------------------------------------ | -------------------------------------------------- | -------------------------------------------------------------- | -------------------------------------------------------- |
| 1                                                    | 2010年10月9日  | 千代田区 東京国際フォーラム 地上広場     | よこすか海軍カレーパン （神奈川県横須賀市 カフェ・ド・クルー） | ネギパン （熊本県熊本市東区 高岡製パン）         | ようかんぱん （静岡県富士市 富士製パン）           | クロワッサンBC （埼玉県川口市 デイジイ）                       | パンワッフル （神奈川県藤沢市 長後製パン）               |
| 2                                                    | 2011年9月23日  | 千代田区 東京国際フォーラム 地上広場     | クロワッサンB.C. （埼玉県 デイジイ）                           | まゆっこ （群馬県伊勢崎市 グンイチパン）         | ベーグル各種 （岐阜県大垣市 アリス開運堂）         | 弦斎カレーパン （神奈川県平塚市 高久製パン）                   | 静岡茶っきりあんぱん （静岡県駿東郡長泉町 富士物産）     |
| 3                                                    | 2012年11月24日 | 千代田区 東京国際フォーラム 地上広場     | みしまコロッケぱん （静岡県 グルッペ）                         | 東大阪ラグカレー （大阪府東大阪市 鳴門屋製パン） | 珈琲あんぱん （横浜市鶴見区 エスプラン）           | ネギパンDeチキン （熊本県 高岡製パン）                         | みかパン （和歌山県 鳴門屋製パン）                       |
| 4                                                    | 2013年10月19日 | 千代田区 東京国際フォーラム 地上広場     | みしまフルーティキャロット （静岡県 グルッペ）                 | みかパン （和歌山県 鳴門屋製パン）               | かりかりメロンパン （群馬県 グンイチパン）         | 三田牛すきやきパン （兵庫県三田市 パンプキン）                 | 高知のやっこねぎ鰹 （高知県香美市 ベークショップヒジリ） |
| 5                                                    | 2014年11月8日  | 神戸市 神戸国際展示場 2号館              | ダニッシュ （兵庫県神戸市長田区 木村屋）                       | アップルパイ （大阪府 鳴門屋製パン）             | 土佐のやっこねぎ鰹 （高知県 ベークショップヒジリ） | 牛すじ煮込みカレーパン （兵庫県神戸市中央区 イスズベーカリー） | 三田牛すきやきパン （兵庫県 パンプキン）                 |
| 6                                                    | 2015年10月18日 | 千代田区 東京国際フォーラム B2展示ホール | お好み焼きパン （大阪府 鳴門屋）                               | 赤ぱん （熊本県 高岡製パン）                     | 白いようかんぱん （静岡県 富士製パン）             | 博多メンタイ高菜パン （福岡県福岡市中央区 唐人ベーカリー）     | 貴味メロンロールパン （千葉県千葉市美浜区 川島屋）       |
| 7                                                    | 2016年11月26日 | 函館アリーナ                             | たこ昌のたこ焼きパン （大阪府 鳴門屋）                         |                                                  |                                                    |                                                                |                                                          |
| 2017全日本パンフェスティバルではコンテストの開催なし |                |                                          |                                                                |                                                  |                                                    |                                                                |                                                          |